# مرديخ
مرديخ قرية سورية تتبع ناحية سراقب في منطقة مركز إدلب في محافظة إدلب. بلغ عدد سكانها 2918 نسمة في عام 2004 حسب إحصاء المكتب المركزي للإحصاء.